# Задача Брокара
Задача Брокара — математическая задача нахождения целых чисел m, для которых
{\displaystyle n!+1=m^{2},}
где n! — факториал. Задача была поставлена Анри Брокаром в статьях 1876 и 1885 года и, независимо, в 1913 году Рамануджаном.

## Числа Брауна
Пары чисел (n, m), решающие задачу Брокара, носят название числа Брауна. Известны только три пары таких чисел:
(4, 5), (5, 11) и (7, 71).
Пал Эрдёш высказал предположение, что других решений не существует. Оверхольт показал, что существует лишь конечное число решений при условии, что abc-гипотеза верна. Берндт и Галвей выполнили вычисления для n вплоть до 109 и не нашли других решений.

## Варианты задачи
Дабровский обобщил результат Оверхольта, показав, что из abc-гипотезы следует, что
{\displaystyle n!+A=k^{2}}
имеет только конечное число решений для любого заданного числа A. Этот результат далее обобщил Лука, показав (снова в предположении верности abc гипотезы), что равенство
{\displaystyle n!=P(x)}
имеет лишь конечное число целых значений для заданного многочлена P(x) по меньшей мере второй степени с целыми коэффициентами.